# Phora advena
Phora advena är en tvåvingeart som beskrevs av Mikhailovskaya 1986. Phora advena ingår i släktet Phora och familjen puckelflugor. Inga underarter finns listade i Catalogue of Life.